# オトンナ属
オトンナ属、オソンナ属（オントナぞく、学：Othonna）は、キク科の属の一つ。または、オトンナ属に含まれる植物の総称。つる性の多肉植物として広く親しまれている。

## 特徴
南部アフリカの乾燥地帯に自生する多肉植物で、つる性植物、灌木など草姿のバリエーションに富むが共通してニガナやノゲシに似た花を咲かせる。ただし花茎は細い為、項垂れて花が咲くことが多い。多肉植物としては珍しくセンペルビウム属などにみられる生育期が冬なので、冬に大きく成長する種が多い。逆に夏は休眠期にあたり、成長は控えめになる。

## 栽培方法
多肉植物の例に漏れず、水はけが良い土壌と日当たりの良い環境を好む。夏季は休眠期にあたるので灌水、施肥は控えめに行う。遮光して栽培するのが望ましい。耐暑性は多肉植物の中では微妙で、30℃を継続して越す条件下に晒されると枯死する場合がある。逆に耐寒性には優れ、乾燥気味に栽培させると降霜にも耐えられる。成長期の冬には、液肥や固形化成肥料を施肥する。

## 名称について
属名の Othonna は、ギリシャ語（アラビア語とする場合もある）のOthone（リンネル布）に因んだものである。また、本属の植物が薬用であった事に関連するが、本属が植物の中で薬効が明確にある種は確認されていない。